# ボルボ・ペンタ

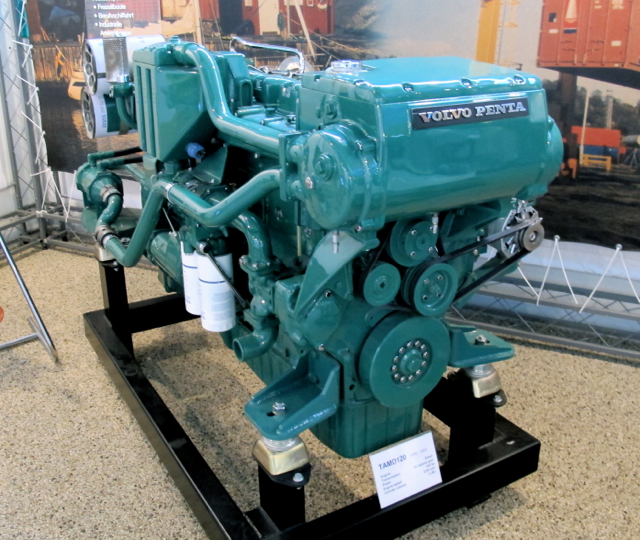
1970 - 1983年製のボルボペンタTAMD120ディーゼルエンジン

ボルボ・ペンタ（英語: Volvo Penta）は、ボルボ・グループの一員であり、ボートエンジンと産業エンジンを製造する企業。従業員数は約1,600人で、そのうち約800人がスウェーデン本国所在である。

## 概要
最初の船舶用エンジンであるB1の製造により、1907年にペンタ社として設立された。ペンタはすぐに確立された内燃エンジンメーカーになり、1927年にボルボの最初の自動車用エンジンを納入した。
ボルボは1935年にペンタを買収し、それ以来ボルボ・ペンタはボルボ・グループの子会社である。現在、内燃機関（ICE）と電力システムを海洋産業、発電設備、および同様の産業用に提供。この企業は、ボルボ・ペンタIPSなどのスターンドライブおよびインボードドライブシステムも製造している。エンジンは、出力が7.5から1,500キロワット（10 - 2,039 PS、10 - 2,012 bhp）の石油燃料（ディーゼルおよびガソリン）エンジンで構成されている。

## 歴史
1868年に、John G. Grönvallとして知られている技術者Johan George Grönvallは、スウェーデンのシェブデ（英語: Skövde）に機械工房と鋳造所を設立した。会社は1875年に限定され、SköfdeGjuterioch MekaniskaVerkstad または単に Gjuteriet として知られている。製品は、鍋、通気口からストーブ、醸造設備にまで及んでいる。間もなく、Gjuteriet は農業用機器と製材用機器の製造も開始した。同社は1900年代初頭に大幅に事業を拡大し、水力発電所向けの蒸気エンジンと水車の製造を開始した。
1907年、ストックホルムを拠点とするエンジニアリング会社であるフリッツエグネルとの協力により1気筒3馬力の圧縮点火エンジンが製作された。エンジンは単にB1と名付けられた。キャッチネームを決めるため5人の委員会が設置された。委員会はキャッチネームに同意できなかったが、5人の委員会はペンタで落ち着いた。
1916年、Egnell は会社を買収し、名前はAB　Pentaverkenに変更された。生産は主に海事用途向けのエンジンに集中していた。第一次世界大戦直後の数年間は経済的に厳しいものであったが、新製品が発表された。それは、Carl-AxelSkärlundによって設計された小型の2気筒U2船外機で、U2は1926年にわずかに改良され、U21に名前が変更され、1962年まで生産が続いた。U2/U21は大成功を収め、世界中に輸出された。多くの国で、U21はまだ船外機の代名詞である。
1925年、ペンタは、最初のボルボの自動車用エンジンを必要としていたボルボの創設者であるアッサール・ガブリエルソンから連絡を受けた。その後、ペンタはボルボ・ÖV 4用の4気筒28hpサイドバルブTypDAエンジンを設計した。1929年から製造された3.7L・6気筒7ベアリングのペンタ・DBエンジンは、改良を受けながら1958年までボルボ大型車・トラックに長く用いられた。1935年、ペンタはボルボの子会社になった。

## 現在の運用

### 船舶用エンジンと船舶用推進システム
ボルボ・ペンタは、スターンドライブユニット、2重反転プロペラDuoprop、Forward Driveなど、業界初のイノベーションを海洋エンジン市場に導入した。
2005年、ボルボ・ペンタは最初のIPSエンジンを発売した。これは、ジョイスティックで操作される逆回転する前向きプロペラを備えた新しい「ポッドタイプ」のボートドライブシステムで、そのエンジンは、Fairline Boats 、Sunseeker、Riviera、Four Winns、Sea Ray、Hanse、Cranchiなどの140を超えるボートメーカーによって使用されている。
2010年12月、ボルボが所有するCPACシステムと連携して、ボルボ・ペンタとヤマハ発動機は技術提携を含む契約に署名した。

### 産業用エンジン
同社は、Sdmo、Genpower、Kohler、Shanghai Dingxin Electric Groupなど多くの発電機メーカーを含む、さまざまな顧客にエンジンを販売。そのエンジンは、採掘設備や石破砕機にも使用されている。

### 製造拠点

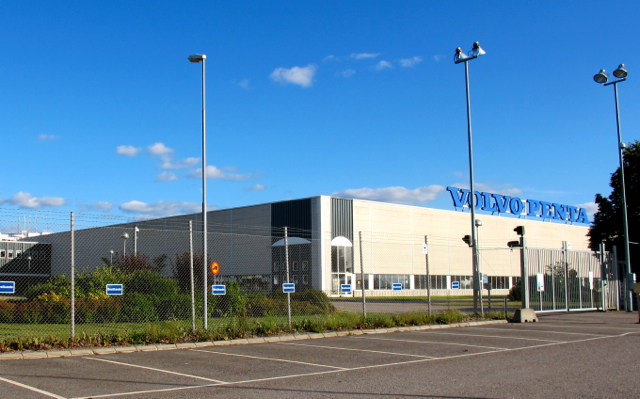
ヴァラにあるボルボ・ペンタの工場。

同社はスウェーデンのヴァラにディーゼルエンジンの製造拠点を多数持っている。 中国（en:Lingang）および米国テネシー州レキシントン、すべてのガソリンエンジンおよびスターンドライブ用である。ボルボ・ペンタは世界中で事業を展開しており、130か国に約4,000のディーラーがある。

## ギャラリー

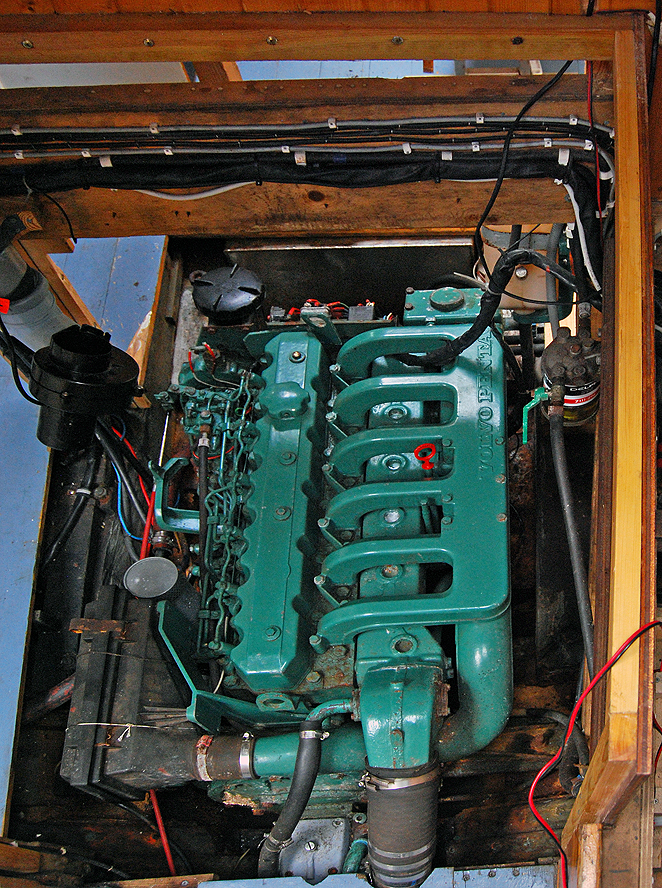
Volvo Penta 6気筒ディーゼルボートエンジン
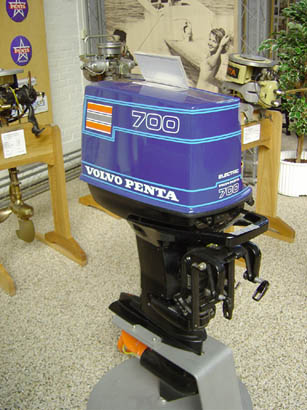
Volvo Penta 700
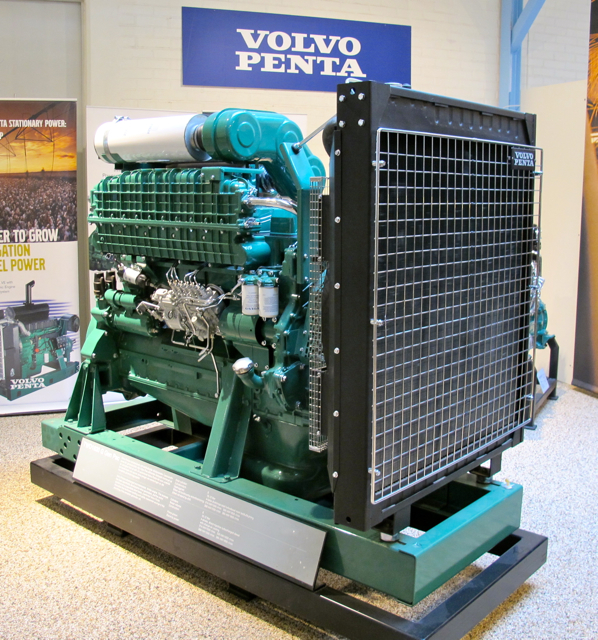
TWD1620
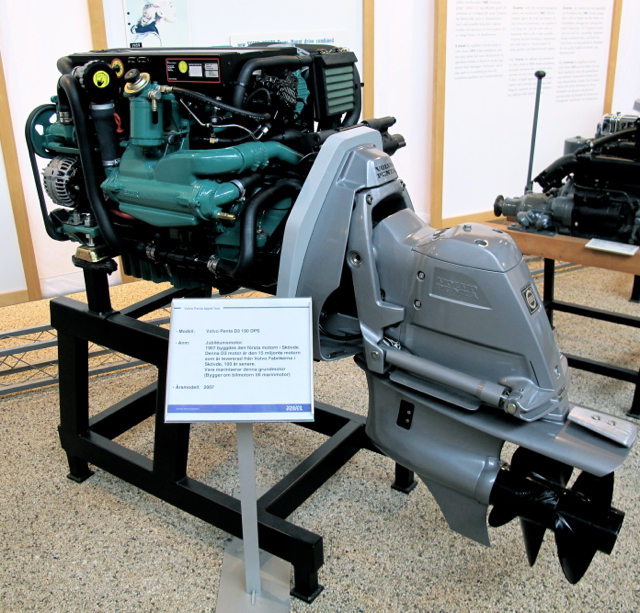
D3 190 DPS
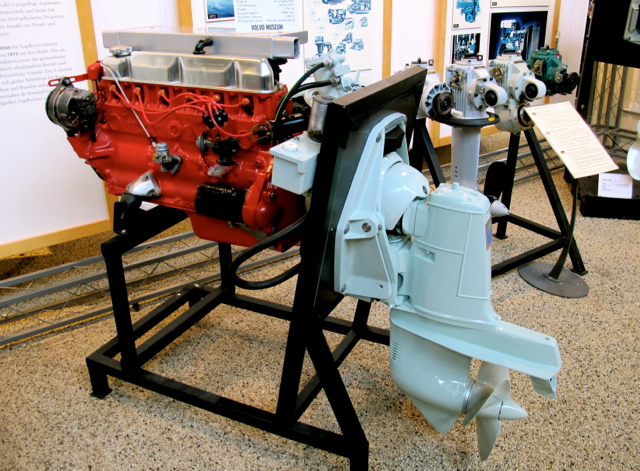
AQ170A
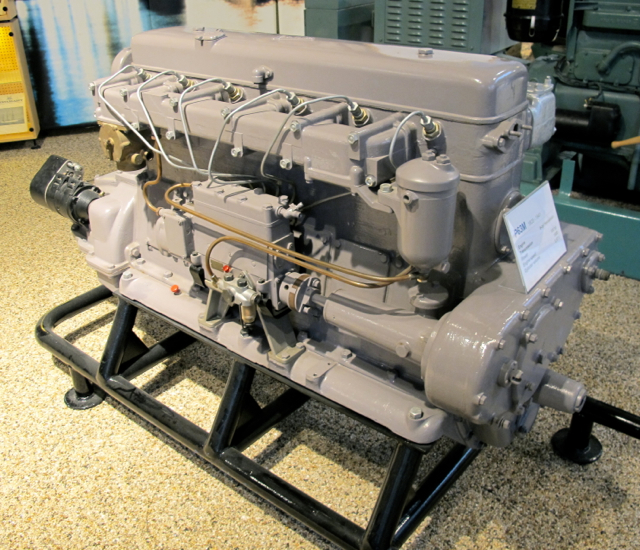
P63M